# Edward Lear
Edward Lear (12 de maig de 1812 - 29 de gener de 1888) va ser un escriptor, il·lustrador i artista britànic, conegut per la seva poesia sense sentit (el nonsense) i les seves limericks (poesies humorístiques breus, de cinc versos, de rima AABBA).
Lear va néixer a Highgate, un suburbi de Londres, i era el vintè fill de Jeremiah Lear, corredor de borsa no sempre amb fortuna en els negocis, i Ann Clark Skerrett. Va ser criat per la seva germana més gran, Ann, 22 anys més gran que ell. A l'edat de 15 anys, ell i la seva germana van deixar la casa familiar per independitzar-se. Lear va començar a treballar com a il·lustrador i la seva primera publicació, a l'edat de 19 anys, va ser Illustrations of the Family of Psittacidae, or Parrots (1830). Els seus dibuixos van tenir bona acollida i van ser comparats amb els d'Audubon.

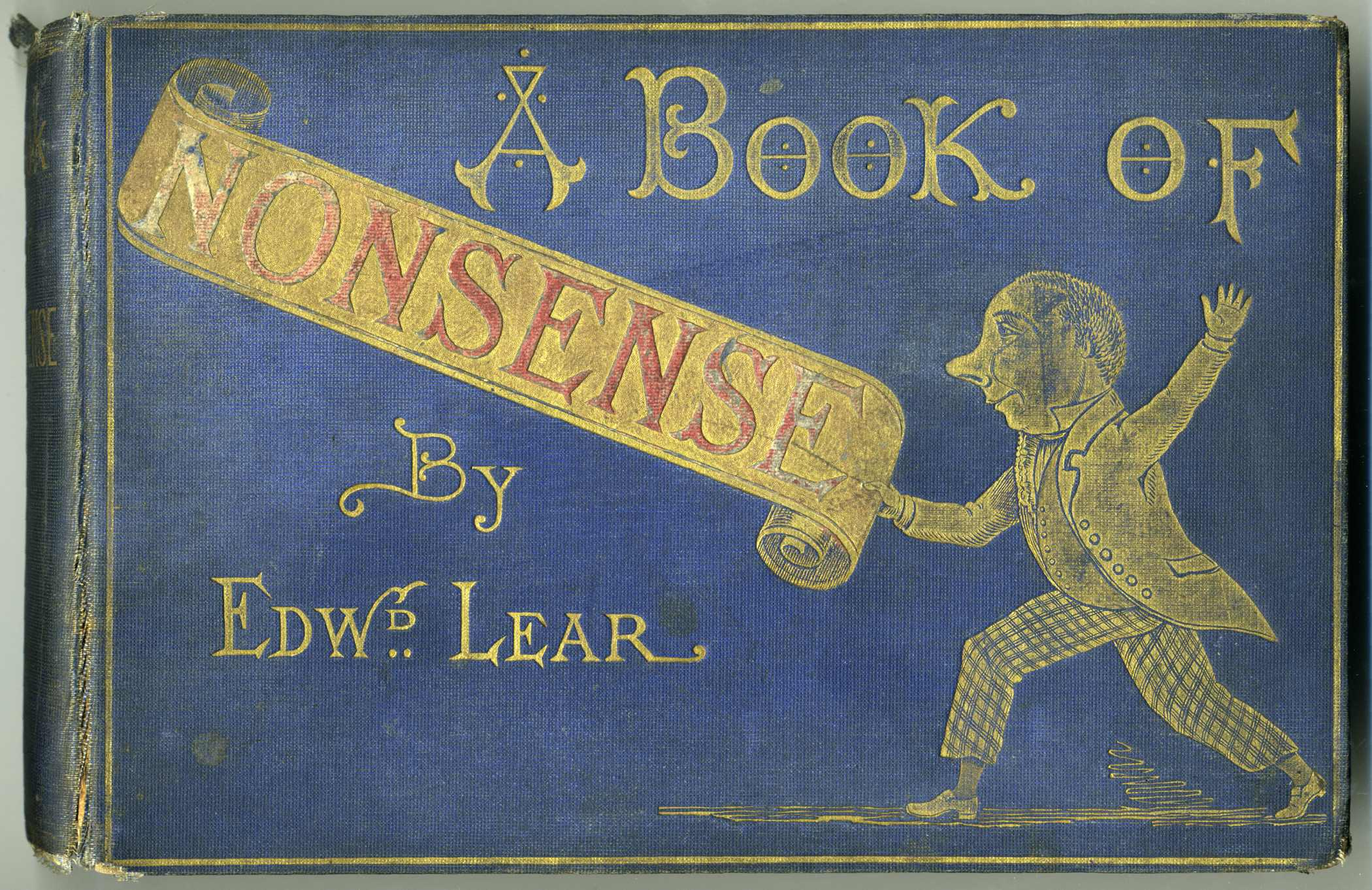
A Book of Nonsense.

Durant la resta de la seva vida va fer dibuixos seriosos, tot i que es va fer famós per les seves obres humorístiques. El 1846 va publicar A Book of Nonsense, un volum de limericks que es va reeditar tres vegades i que va ajudar a la popularització d'aquest tipus de poesies. El 1865 va publicar The History of the Seven Families of the Lake Pipple-Popple, i el 1867 va publicar la seva més famosa obra absurda,The Owl and The Pussycat ('El Mussol i la Mixa'), que va escriure per als fills del seu cap, Edward Stanley, comte de Derby.
Lear mai va tenir bona salut. Des dels 17 anys fins a la seva mort va patir epilèpsia així com bronquitis, asma i, en la vellesa, ceguesa parcial.

## Traduccions
- Edward Lear, El llibre dels disbarats Arxivat 2016-10-03 a Wayback Machine., traducció de Miquel Àngel Llauger, Martorell, Adesiara, 2016.
- Edward Lear, «El Mussol i la Mixa», dins Miquel Desclot, De tots els vents (Selecció de versions poètiques), Barcelona / Manresa, Angle Editorial, 2004, p. 248-249.